# Adolphe-Frédéric Ier de Mecklembourg-Schwerin
Pour les articles homonymes, voir Adolphe Ier.
Adolphe-Frédéric Ier de Mecklembourg-Schwerin, (en allemand Adolf-Friedrich I. von Mecklenburg-Schwerin), né le 15 décembre 1588, décédé le 27 février 1658.
Il est duc de Mecklembourg-Schwerin de 1592 à 1658.

## Famille
Fils de Jean VII de Mecklembourg-Schwerin et de Sophie de Schleswig-Holstein-Gottorp.

### Mariages et descendance
En 1622, Adolphe-Frédéric Ier épouse Anne-Marie de Frise-Orientale (1601-1634), fille du comte Ennon III de Frise orientale. Huit enfants sont nés de cette union :
- Christian-Louis Ier (1623-1692), duc de Mecklembourg-Schwerin ;
- Sophie-Agnès (1625-1694), abbesse de Rühn ;
- Charles (de) (1626-1670), duc de Mecklembourg-Mirow ;
- Anne-Marie-Dorothée (1627-1669), épouse en 1647 le duc Auguste de Saxe-Weissenfels ;
- Jean-Georges (de) (1629-1675) ;
- Hedwige (1630-1631) ;
- Gustave-Rodolphe (1632-1670) ;
- Julienne (1633-1634).

Veuf, Adolphe-Frédéric Ier se remarie en 1635 avec Marie-Catherine (1616-1665), fille de Jules-Ernest de Brunswick-Dannenberg. Onze enfants sont nés de cette union :
- Julienne Sibylle (1636–1701) ;
- Frédéric (1638-1688), duc de Mecklembourg-Grabow ;
- Christine (1639-1693), abbesse de Gandersheim ;
- Bernard-Sigismond (1641-1641) ;
- Augusta (1643-1644) ;
- Marie-Élisabeth (1646-1713), abbesse de Gandersheim ;
- Anne-Sophie (1647-1723), épouse en 1677 le duc Jules-Sigismond de Wurtemberg-Juliusbourg ;
- Adolphe-Ernest (1650-1651) ;
- Philippe-Louis (1652-1655) ;
- Henri-Guillaume (1653-1653) ;
- Adolphe-Frédéric II (1658-1708), duc de Mecklembourg-Strelitz.

## Biographie
Au décès de son père survenu le 22 mars 1592, Adolphe-Frédéric Ier de Mecklembourg-Schwerin est mineur. La régence est assurée par ses grands-oncles,  Ulrich III Nestor de Mecklembourg-Güstrow († 1603) et le duc Charles Ier († 1610). En 1608, Adolphe-Frédéric Ier de Mecklembourg-Schwerin est déclaré majeur par l'Empereur, il règne conjointement avec son frère Jean-Albert II de Mecklembourg-Güstrow sur la principauté de Schwerin et, à partir du 22 avril 1610, sur celle de Güstrow. En 1621, le duché de Schwerin est attribué à Adolphe-Frédéric Ier.
Les deux frères adhérent en 1623 à l'alliance défensive du cercle de Basse-Saxe, ils tentent de rester neutres au cours de la guerre de Trente Ans, toutefois, ils apportent en secret leur soutien aux troupes danoises de Christian IV. Après la bataille de Lutter remportée le 27 août 1626 par Jean t'Serclaes, les deux frères renoncent à soutenir Christian IV de Danemark.
Après la bataille de Lutter, les deux frères sont désignés comme traîtres et ennemis de l'empereur Ferdinand II et expulsés de leurs duchés. En 1628, les duchés de Mecklembourg-Schwerin et Güstrow sont attribués à Albert de Wallenstein. À sa mort (1631), avec l'aide des troupes suédoises, les duchés de Mecklembourg sont restitués aux deux frères Adolphe-Frédéric de Mecklembourg-Schwerin et Jean-Albert II de Mecklembourg-Güstrow. Pour l'aide apportée par la Suède, les deux frères cèdent provisoirement Wismar, l'île de Poel et Warnemünde. Lors de la signature de la paix de Westphalie, le 24 octobre 1648, Wismar, l'île de Poel sont cédés définitivement à la Suède. Adolphe-Frédéric Ier de Mecklembourg-Schwerin reçoit les évêchés de Schwerin et de Ratzebourg. Mirow est attribué en compensation à Jean de Mecklembourg-Schwerin.
Lors de la guerre de Trente Ans, le Mecklembourg souffre terriblement. L'armée suédoise et l'armée impériale ravagent le pays. Avant cette guerre, la population s'élevait à environ 300 000 âmes, à son terme, il n'en reste plus que 50 000.

## Généalogie
Adolphe-Frédéric Ier de Mecklembourg-Schwerin appartient à la lignée de Mecklembourg-Schwerin appartenant à la première branche de la Maison de Mecklembourg. Cette lignée de Mecklembourg-Schwerin dont le dernier représentant fut Frédéric François V de Mecklembourg-Schwerin s'éteignit en 2001.